# بولشایا (استان آرخانگلسک)
بولشایا (به لاتین: Bolshaya) یک منطقهٔ مسکونی در روسیه است که در استان آرخانگلسک واقع شده‌است.